# Тродена нел парко натурале
Тро̀дена нел па̀рко натура̀ле (на италиански: Trodena nel parco naturale; на немски: Truden im Naturpark, Труден им Натурпарк, до 2008 г. само Trodena/Truden, Тродена/Труден) е село и община в Северна Италия, автономна провинция Южен Тирол, автономен регион Трентино-Южен Тирол. Разположено е на 1127 m надморска височина. Населението на общината е 1009 души (към 2010 г.).

## Език
Официални общински езици са и италианският и немският. Най-голямата част от населението говори немски. В общината се говори и други романски език, ладинският.
| %     | Роден език      |
| 25,42 | Италиански език |
| 73,94 | Немски език     |
| 0,64  | Ладински език   |